# ホイン函数
数学の分野における局所ホイン函数（ホインかんすう、英: Heun function）H⁢ℓ(a, q; α, β, γ, δ; z) とは、正則かつ特異点 z = 0 において 1 となるような、ホインの微分方程式（Heun's differential equation）の解である(Karl L. W. Heun 1889)。局所ホイン函数は z = 1 でも正則であるならホイン函数と呼ばれ、Hf と表される。また、すべての三つの有限特異点 z = 0, 1, a において正則であるなら、局所ホイン函数はホイン多項式（Heun polynomial）と呼ばれ、Hp と表される。

## ホインの方程式
ホインの方程式は、次の形状の二階線型常微分方程式である。
{\displaystyle {\frac {d^{2}w}{dz^{2}}}+\left[{\frac {\gamma }{z}}+{\frac {\delta }{z-1}}+{\frac {\epsilon }{z-a}}\right]{\frac {dw}{dz}}+{\frac {\alpha \beta z-q}{z(z-1)(z-a)}}w=0.}
条件 {\displaystyle \epsilon =\alpha +\beta -\gamma -\delta +1} は、∞ における正則性を保証するために必要となる。
複素数 q はアクセサリーパラメータ（accessory parameter）と呼ばれる。ホインの方程式には四つの確定特異点 0, 1, a および ∞ と、指数 (0, 1 − γ), (0, 1 − δ), (0, 1 − ϵ) および (α, β) が存在する。拡張複素平面上のすべての二階線型常微分方程式で、高々四つの確定特異点を持つもの、たとえばラメ函数や超幾何微分方程式などは、変数変換によってこの方程式に変換することが出来る。

## 対称性
ホインの方程式は、位数 192 の対称性の群を持ち、それらはコクセター図形 D4 のコクセター群と同型で、クンマーによって得られた超幾何微分方程式の 24 の対称性と類似のものである。局所ホイン函数を固定する対称性は、4 つの点の上で対称群と同型となる位数 24 の群を形成する。したがって、それらの対称性によって局所ホイン函数の上を動くことで得られる 192/24 = 8 = 2 × 4 個の本質的に異なる解が存在し、それらは各 4 つの特異点に対する各 2 つの指数について得られる。192 個の対称性の完全なリストは、機械計算によって Maier (2007) で与えられた。それ以前の手計算による様々な研究者によるリスト完成への試みは、多くの誤りや見落としを含むものであった。例えば、ホインによってリスト化された 48 の局所解のほとんどに、深刻な誤りが含まれていた。